# Quetta
Quettaⓘ (tiếng Pashtun: کوټه, tiếng Urdu: کوئٹہ, tiếng Hazaragi: کویته, tiếng Brahui: Koŧá) là thành phố lớn nhất và là thủ phủ của Baclochistan, Pakistan. Thành phố có dân số ước tính năm 2010 là 896.090 người. Đây là thành phố lớn thứ 9 quốc gia này.
Thành phố này được biết đến như là vườn trái cây của Pakistan, do có rất nhiều vườn trái cây trong và xung quanh nó, và nhiều loại trái cây và trái cây khô được sản xuất ở đó. Thành phố này còn được gọi là Tiểu London trong quá khứ vì vẻ đẹp và vị trí địa lý. Khu vực ngay lập tức từ lâu đã là một trong những đồng cỏ và núi non, với các loài thực vật và động vật khác nhau tương đối so với đồng bằng khô ở phía tây. Quetta có độ cao trung bình 1.680 mét (5.510 feet) so với mực nước biển, làm cho nó thành phố lớn duy nhất của Pakistan. Dân số của thành phố được ước tính khoảng 1.140.000 người.
Nằm ở phía tây bắc Balochistan gần biên giới Pakistan-Afghanistan, Quetta là trung tâm thương mại và truyền thông giữa hai quốc gia. Thành phố nằm trên tuyến Bolan Pass, một trong những cửa ngõ duy nhất từ Trung Á đến Nam Á. Quetta đóng một vai trò quan trọng quân sự cho Lực lượng Vũ trang Pakistan trong cuộc xung đột liên tục ở Afghanistan.
Năm 1876, Quetta được đưa vào lãnh thổ của Anh tại tiểu vùng lục địa. Quân Anh đã xây dựng cơ sở hạ tầng cho việc thành lập của họ vì nó là một vị trí chiến lược. Vào thời điểm trận động đất ngày 31 tháng 5 năm 1935, Quetta đã phát triển thành một thành phố nhộn nhịp với một số tòa nhà nhiều tầng và được gọi là "Tiểu Paris" vì điều đó. Tâm địa của trận động đất gần thành phố và phá huỷ hầu hết cơ sở hạ tầng của thành phố và giết chết khoảng 40.000 người.
Trong thời kỳ phong trào độc lập của tiểu lục địa Ấn Độ, dân số Hồi giáo chủ yếu trong khu vực đã ủng hộ Liên minh Hồi giáo và Phong trào Pakistan.

## Địa lý
Quetta có diện tích 2.653 km2 (1.024 sq²) và bao gồm một loạt các thung lũng sông nhỏ hoạt động như một pháo đài tự nhiên được bao quanh bởi tất cả các cạnh bằng những ngọn đồi; Đây là những tên Chiltan, Takatoo, Murdar và Zarghun. Mặc dù cảnh quan chủ yếu là đá, nhưng có ít ranh giới tự nhiên giữa Quetta và các huyện lân cận của Dera Ismail Khan phía đông bắc, Dera Ghazi Khan và Sibi về phía đông, Sukkur và Jacobabad về phía đông nam, Karachi và Gawadar ở phía nam và Ziarat Phía đông bắc. Thành phố gần nhất là Kandahar ở Afghanistan, phía tây-bắc vào cuối con đường N25. Ba con đường chính dần dần quạt ra phía nam, tuyến trung tâm, N25 đi qua thành phố Khuzdar đến thủ phủ ven biển Karachi.